# NGC 2762
NGC 2762 ist eine Linsenförmige Galaxie vom Hubble-Typ S0 im Sternbild Großer Bär am Nordsternhimmel. Sie ist schätzungsweise 211 Millionen Lichtjahre von der Milchstraße entfernt und hat einen Durchmesser von etwa 45.000 Lichtjahren. Vom Sonnensystem aus entfernt sich die Galaxie mit einer errechneten Radialgeschwindigkeit von näherungsweise 4.700 Kilometern pro Sekunde. Gemeinsam mit NGC 2769, NGC 2767, NGC 2771 und PGC 25794 bildet sie die Galaxiengruppe HMCG 40.
Das Objekt wurde am 26. Februar 1851 vom irischen Astronomen Bindon Blood Stoney, einem Assistenten von William Parsons, entdeckt.